# Чеймберс, Кейси
Ке́йси Че́ймберс (англ. Kasey Chambers; 4 июня 1976, Маунт-Гамбир, Южная Австралия, Австралия) — австралийская певица, автор песен и гитаристка.

## Биография
Кейси Чеймберс родилась 4 июня 1976 года в Маунт-Гамбире (штат Южная Австралия, Австралия), а выросла в Налларборе, в котором она жила до 1986 года. У Кейси есть старший брат — Нэш Чеймберс.

## Карьера
Кейси начала свою музыкальную карьеру в 1993 году, став участницей музыкальной группы «The Dead Ringer Band». В 1998 году Чеймберс покинула группу, а год спустя начала сольную карьеру. Она записала восемь сольных альбомов:
- 1999 The Captain
- 2001 Barricades & Brickwalls
- 2004 Wayward Angel
- 2006 Carnival
- 2008 Rattlin' Bones
- 2010 Little Bird
- 2011 Storybook
- 2012 Wreck & Ruin.

## Личная жизнь
В 2000-х годах Кейси состояла в фактическом браке с неким мужчиной по фамилии Хоппер. В этих отношениях Чеймберс родила своего первенца — сына Тэлона Джорди Хоппера (род. 22.05.2002).
С 17 декабря 2005 года Кейси замужем за музыкантом Шейном Николсоном, с которым она не живёт вместе с апреля 2013 года. В этом браке Чеймберс родила своих второго и третьего детей — сына Арло Рэя Николсона (род.16.07.2007) и дочь Поэт Поппин Николсон (род.06.10.2011).